# Jörg Spengler
Jörg Spengler (* 23. Dezember 1938 in Remscheid; † 26. November 2013 in Nürnberg) war ein deutscher Segler.
1970 bereits Europameister mit seinem Mitsegler von Salzem, wurde Spengler 1975 gemeinsam mit Jörg Schmall Weltmeister. Die beiden Segler gehörten dem Yacht-Club Noris an. Bei den im Folgejahr stattfindenden Olympischen Spielen holte er eine Bronzemedaille. Zusammen mit der deutschen Olympiamannschaft erhielt er von Bundespräsident Walter Scheel das Silberne Lorbeerblatt.
1977, dieses Mal mit Rolf Dullenkopf an den Start gegangen, gewann er erneut die Tornado-Weltmeisterschaft. Architekt Spengler war verheiratet und Vater zweier Kinder.